# Pheidole longispinosa
Pheidole longispinosa är en myrart som beskrevs av Auguste-Henri Forel 1891. Pheidole longispinosa ingår i släktet Pheidole och familjen myror.

## Underarter
Arten delas in i följande underarter:
- P. l. longispinosa
- P. l. scabrata

## Bildgalleri

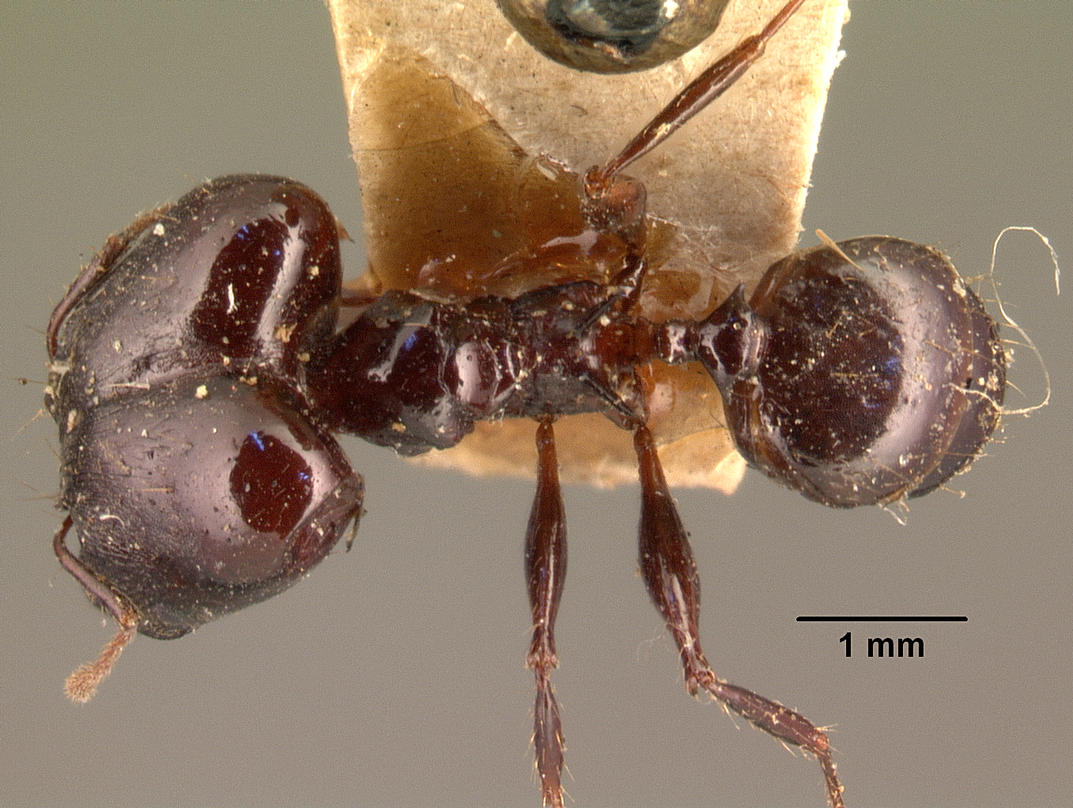
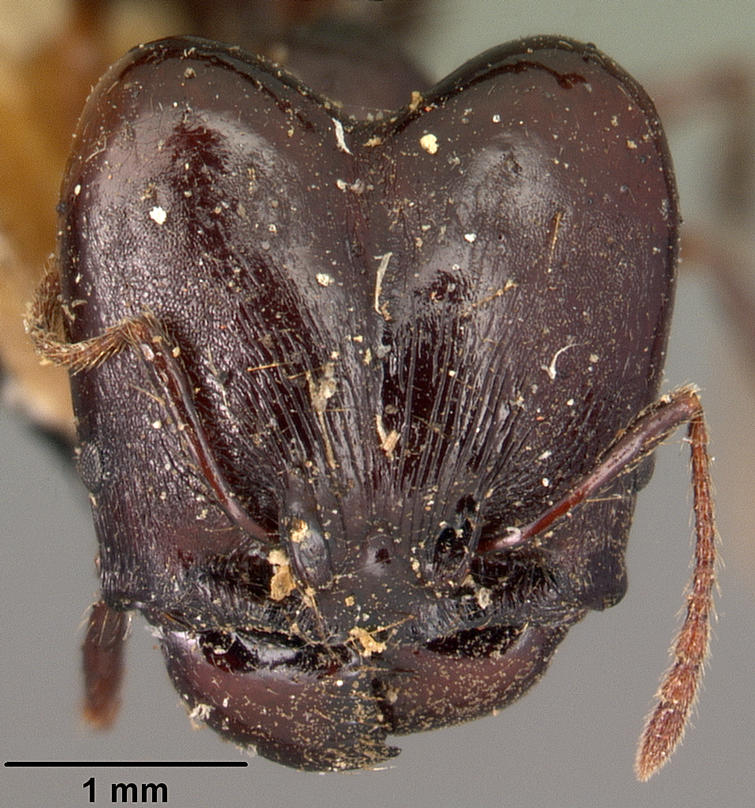
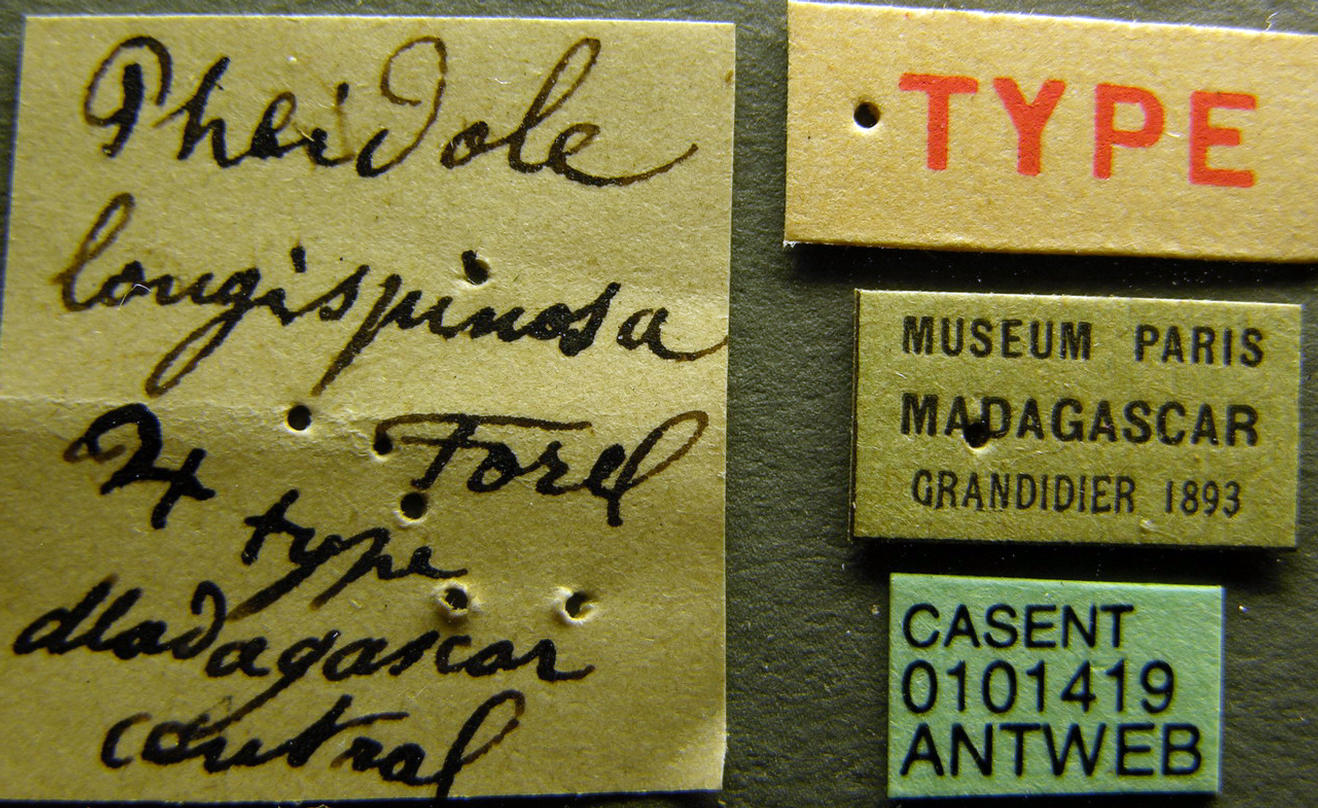
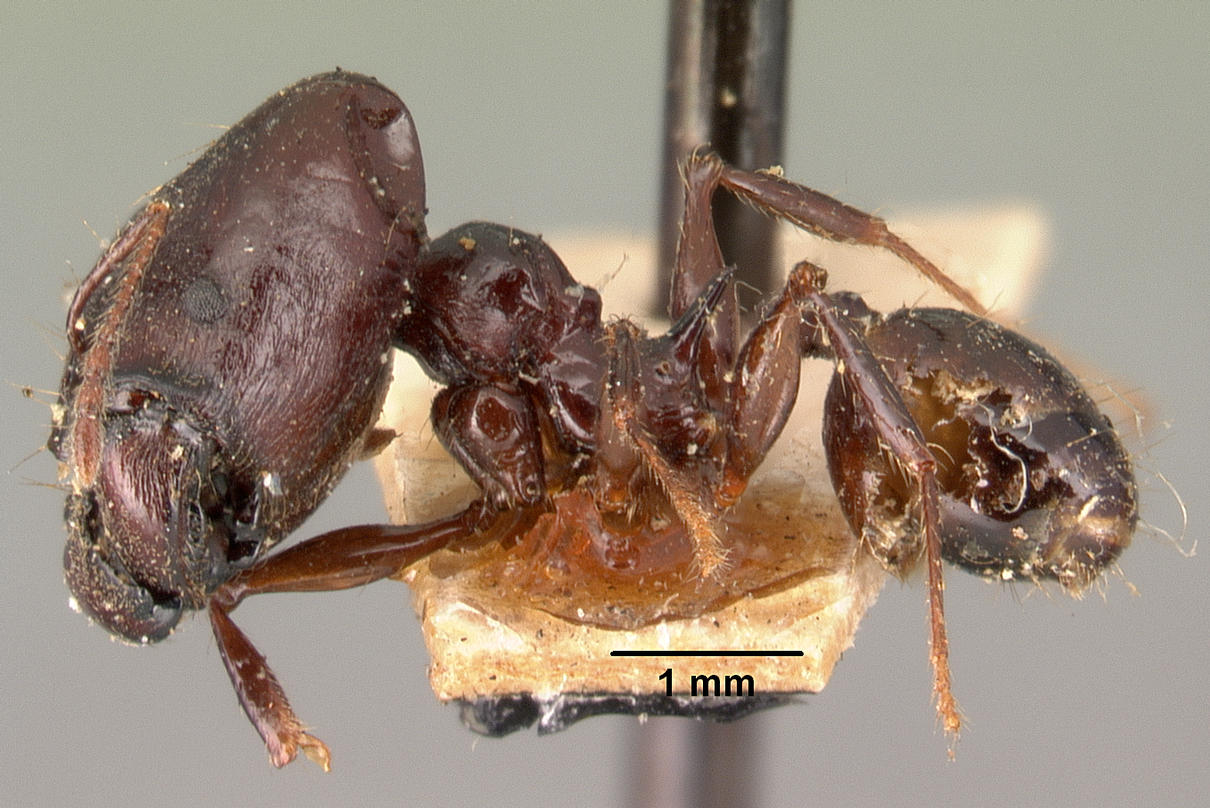
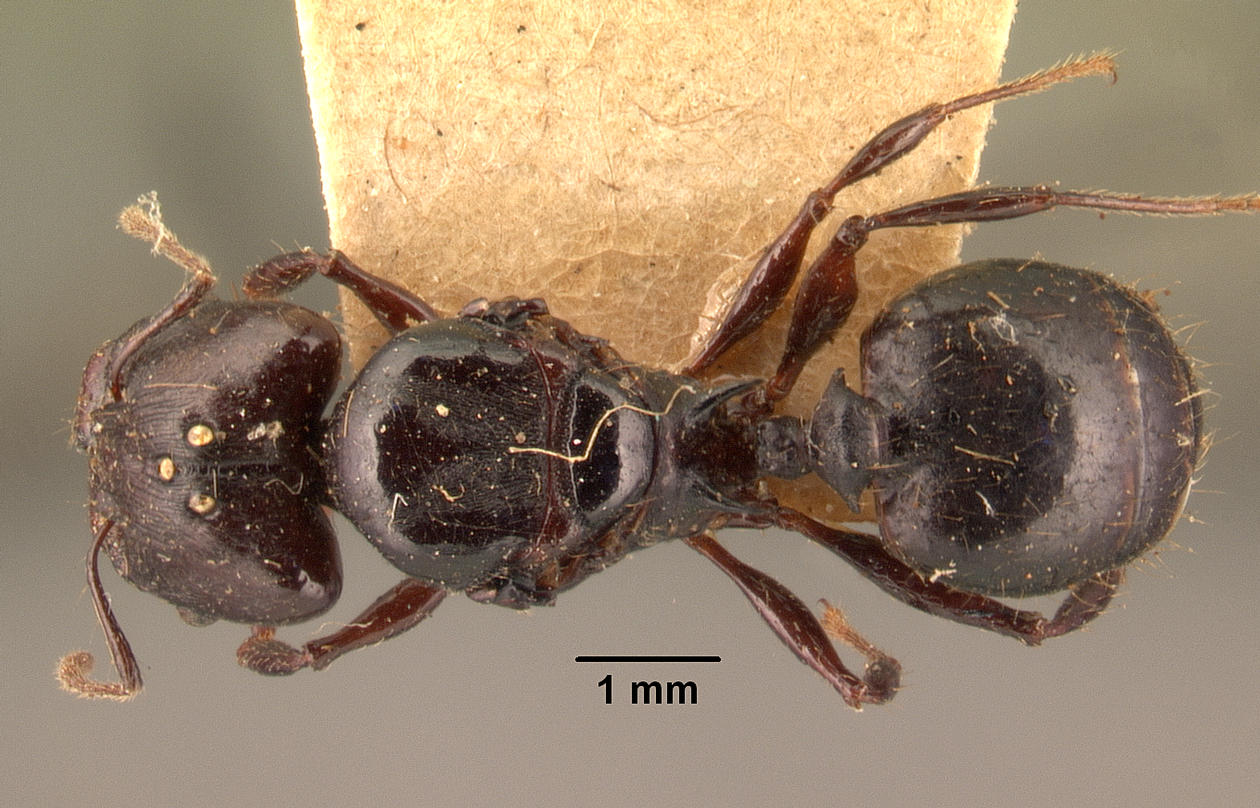
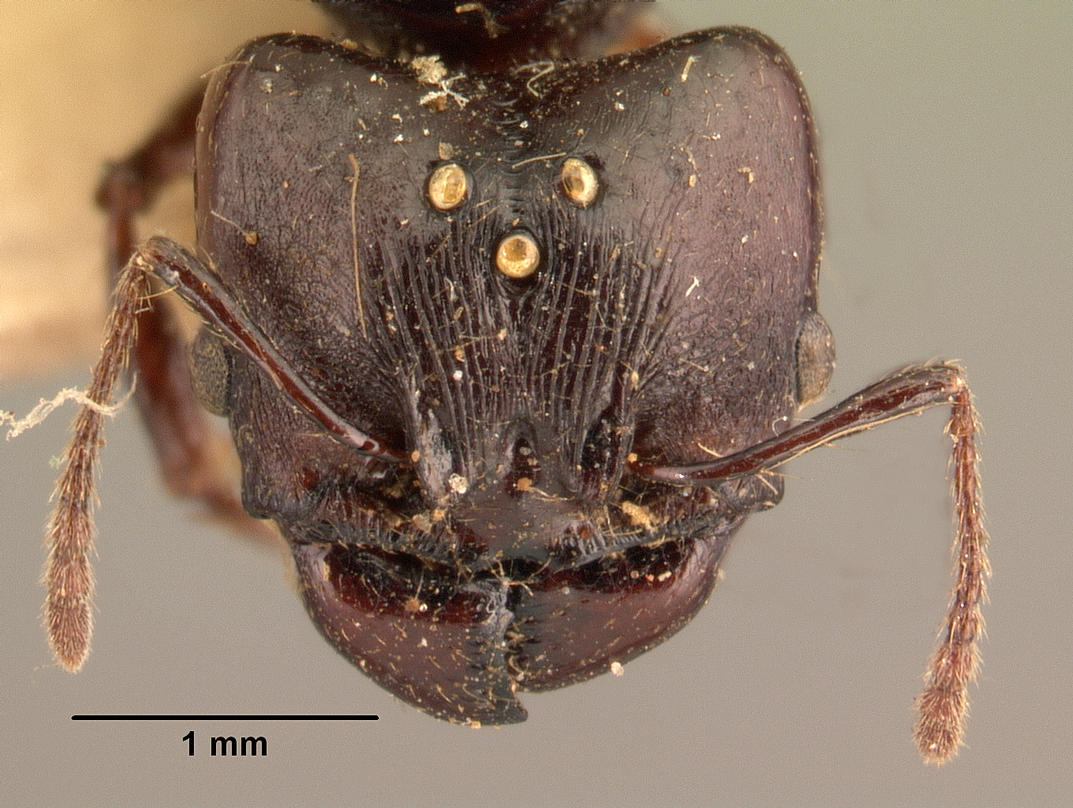